# Aporophyla haasi
Aporophyla haasi là một loài bướm đêm trong họ Noctuidae.